# Nechilo oxyprora
Nechilo oxyprora är en fjärilsart som beskrevs av Turner 1904. Nechilo oxyprora ingår i släktet Nechilo och familjen Crambidae. Inga underarter finns listade i Catalogue of Life.